# People Help the People
"People Help the People" là đĩa đơn thứ hai trích từ album đầu tay của nhóm Cherry Ghost, Thirst for Romance. Đĩa đơn được phát hành kĩ thuật số vào ngày 11 tháng 6 năm 2007 và hai tuần sau đó được phát hành dưới dạng CD và đĩa than 7". Ban nhạc trình diễn bài hát này trực tiếp trên Later... with Jools Holland vào ngày 24 tháng 11 năm 2006. Jimi Goodwin của ban nhạc Doves chơi trống trong bài hát này. "People Help the People" đạt đến vị trí thứ 27 trên UK Singles Chart. Đây cũng là một bài hát ăn khách tại Ý.
Trưởng nhóm Simon Aldred bất chợt nghĩ ra giai điệu của "People Help the People" khi anh đến Ấn Độ trong chuyến đi dài 3 tháng của mình. Để nhớ giai điệu mà anh nghĩ ra trong tình trạng không có guitar ở bên, anh phải ngân nga nó hằng ngày.
2 video âm nhạc được sản xuất cho bài hát này, một do Huse Monfaradi đạo diễn, và video còn lại do Chris Hopewell đạo diễn.

## Danh sách bài hát
All songs written by Simon Aldred, except where noted.
CD (HVN168CD):
1. "People Help the People" – 3:59
2. "Four Eyes" – 4:47

Đĩa than 7" (HVN168):
1. "People Help the People" – 3:59
2. "Please Come Home" (Aldred, Parsons, Rhodes) – 4:39

Tải nhạc số (chỉ có tại iTunes Anh Quốc):
1. "People Help the People" – 3:59
2. "People Help the People" (Cowboys and Cosmonauts Remix) – 4:10

## Phiên bản của Birdy
Ca sĩ người Anh Birdy cho phát hành một phiên bản trình bày lại của bài hát, dưới dạng tải nhạc số tại Anh Quốc vào ngày 28 tháng 10 năm 2011. Vào năm 2012, bài hát nhận được sự chú ý tại Úc khi được sử dụng trong phần phim giới thiệu cho Neighbours.

### Video âm nhạc
Một video âm nhạc đính kèm cho "People Help the People" được phát hành trên YouTube vào ngày 6 tháng 10 năm 2011 với độ dài 4 phút 18 giây.

### Danh sách bài hát
| Tải nhạc số | Tải nhạc số                                               | Tải nhạc số |
| STT         | Nhan đề                                                   | Thời lượng  |
| ----------- | --------------------------------------------------------- | ----------- |
| 1.          | "People Help the People"                                  | 4:16        |
| 2.          | "People Help the People" (Two Inch Punch Remix)           | 4:53        |
| 3.          | "People Help the People" (Dawn Golden & Rosy Cross Remix) | 6:30        |
| 4.          | "Without a Word"                                          | 3:08        |

| Bảng xếp hạng (2011–14)              | Thứ hạng cao nhất |
| ------------------------------------ | ----------------- |
| Úc (ARIA)                            | 10                |
| Áo (Ö3 Austria Top 40)               | 7                 |
| Bỉ (Ultratop 50 Flanders)            | 2                 |
| Bỉ (Ultratop 50 Wallonia)            | 5                 |
| Cộng hòa Séc (Rádio Top 100)         | 13                |
| Đan Mạch (Tracklisten)               | 37                |
| Pháp (SNEP)                          | 7                 |
| Đức (GfK)                            | 3                 |
| Ireland (IRMA)                       | 84                |
| Luxembourg Digital Songs (Billboard) | 1                 |
| Hà Lan (Dutch Top 40)                | 5                 |
| Poland (ZPAV)                        | 31                |
| Scotland (OCC)                       | 30                |
| Slovakia (Rádio Top 100)             | 19                |
| Thụy Sĩ (Schweizer Hitparade)        | 2                 |
| Anh Quốc (OCC)                       | 33                |

| Quốc gia                                                                           | Chứng nhận  | Số đơn vị/doanh số chứng nhận |
| ---------------------------------------------------------------------------------- | ----------- | ----------------------------- |
| Úc (ARIA)                                                                          | Bạch kim    | 70.000^                       |
| Áo (IFPI Áo)                                                                       | Vàng        | 15.000*                       |
| Bỉ (BEA)                                                                           | Bạch kim    | 30.000*                       |
| Đức (BVMI)                                                                         | Bạch kim    | 300,000^                      |
| Pháp (SNEP)                                                                        | Vàng        | 150,000*                      |
| Thụy Sĩ (IFPI)                                                                     | 2× Bạch kim | 60.000^                       |
| * Chứng nhận dựa theo doanh số tiêu thụ. ^ Chứng nhận dựa theo doanh số nhập hàng. |             |                               |

| Quốc gia | Ngày phát hành       | Định dạng   | Nhãn thu âm  |
| -------- | -------------------- | ----------- | ------------ |
| Ireland  | 28 tháng 10 năm 2011 | Tải nhạc số | Warner Music |
| Anh Quốc | 30 tháng 10 năm 2011 | Tải nhạc số | Warner Music |